# Kővágóörs
Kővágóörs es un pueblo ubicado en el distrito de Tapolca, en el condado de Veszprém, Hungría.

## Superficie
Posee una superficie de 22,09 kilómetros cuadrados.

## Demografía
Hasta 2019 la población era de 681 habitantes, con una densidad de población de 30,83 habitantes por kilómetro cuadrado.